# Yukta Mookhey
Yukta Mookhey (Bangalore, 7 de octubre de 1977) es una actriz india, modelo y reina de belleza, elegida Miss Mundo 1999.

## Biografía
Mookhey nació en Bangalore y fue criada en Dubái hasta los siete años. Su familia se mudó a Mumbai en junio de 1986. Su madre, Aruna, dirige una firma de consultoría. Su padre era médico. Después de su etapa escolar, Mookhey estudió zoología en la Universidad de V.G. Vaze, tiene un título en informática y ha estudiado Música clásica indostaní por tres años.
| Predecesor: Linor Abargil | Miss Mundo 1999 | Sucesor: Priyanka Chopra |